# Salgó Jakab
Salgó Jakab, 1885-ig Weiss Jakab (Pest, 1849. augusztus 16. – Budapest, 1918. június 29.) zsidó származású magyar elmegyógyász, igazságügyi orvosszakértő.

## Élete
Weiss Manó és Rott Julianna fiaként született. Orvosi tanulmányait szülővárosában, Bécsben és a Göttingeni Egyetemen végezte. 1874-ben a Bécsi Egyetemen avatták orvosdoktorrá. Ezt követően egy évig a bécsi közkórház elmebeteg osztályán másodorvonként, majd négy évig Maximilian Leidesdorf elmekórtani klinikáján tanársegédként dolgozott. 1879-ben Bécsben elmekórtanból egyetemi magántanári képesítést szerzett. 1880–1882 között a Wilhelm Svetlin-féle magán-elmegyógyintézet főorvosa volt. 1884-ben kinevezték a lipótmezei Országos Tébolyda főorvosává. 1890-ben a Budapesti Tudományegyetemen is magántanári képesítést nyert. Az igazságügyi elmekórtan egyik hazai úttörőjének tekinthető.
Rendkívüli tagja volt az Országos Közegészségügyi Orvosi Tanácsnak, a Budapesti Királyi Orvosegyletnek, a Société royale de médecine mentale de Belgique, a párizsi Société Médico-Psychologique és más tudós társaságoknak. A Pallas nagy lexikonának munkatársa volt. Cikkei és közleményei megjelentek magyar, német és francia nyelven hazai és külföldi orvostudományi szakfolyóiratokban.

### Családja
Házastársa Singer Gabriella (1856–1915) volt, akit 1879. november 2-án Bécsben, a Stadttempelben vett nőül.
Gyermekei
- Salgó György Ferenc (1883–1887)
- Salgó Margit (1887–?). Férje Blankenberg Nándor (1884–?) főmérnök volt.[7]
- Salgó Lilia Georgina (1890–1951). Férje Hollán (Herzfeld) Mór (1878–?) gépészmérnök volt.[8]

## Főbb művei
- Werth und Bedeutung der Reformbestrebungen in der Psychiatrie (Stuttgart, 1877)
- Die cerebralen Grundzustände des Psychosen (Stuttgart, 1877)
- Reformbestreben der Klassifikation der Psychosen (Stuttgart, 1881)
- Kétes elmeállapotok a törvényszék előtt (Budapest, 1883., Magyar Jogászegyleti Értekezések. X. 1., 10. és Klinikai füzetek III. évfolyam)
- Az elmekórtan tankönyve (Budapest, 1890., 2. javított és bővített kiadás. Budapest, 1899.)
- Az anthropológiai jelek értéke az elmekórtanban (Budapest, 1895)
- A gyermekkorban levő bűnösök (Budapest, 1896., Fekete Gyulával közösen)
- A szeszmérgezés és nehéz kórság kórtani viszonya (Budapest, 1899., Különnyomat a Gyógyászatból)
- Tébolydai balesetek és szerencsétlenségek (Budapest, 1900., Különnyomat a Gyógyászatból)
- Az elmebetegség elmekórtani fogalma (Budapest, 1900., Különnyomat a Gyógyászatból)
- Az elmebetegségek prophylaxisa (Budapest, 1903., A budapesti Orvosi Ujság tudományos Közleményei)
- A szellemi élet hygiéniája (Budapest, 1905)
- Az alkoholizmus társadalmi jelentősége (Budapest, 1917)